# Lawrencia helmsii
Lawrencia helmsii är en malvaväxtart som först beskrevs av Ferdinand von Mueller och Tate, och fick sitt nu gällande namn av N.S. Lander. Lawrencia helmsii ingår i släktet Lawrencia och familjen malvaväxter. Inga underarter finns listade i Catalogue of Life.